# Physopyga miranda
Physopyga miranda är en tvåvingeart som beskrevs av Patrick Grootaert och Henk J.G. Meuffels 1990. Physopyga miranda ingår i släktet Physopyga och familjen styltflugor. Inga underarter finns listade i Catalogue of Life.